# Кинооператор (фильм)
«Кинооператор» (англ. The Cameraman) — классическая немая кинокомедия 1928 года с участием Бастера Китона.

## Сюжет
Бастер — фотограф-неудачник, снимающий людей на улице за 10 центов. Однажды он встречает девушку, работающую в крупной фирме, которая специализируется на съёмке документальных фильмов. Он решает также устроиться в эту фирму, однако все его попытки заснять интересные события проваливаются.

## В ролях
- Бастер Китон — Бастер
- Марселин Дэй — Салли
- Гарольд Гудвин — Стэгг
- Сидни Брейси — редактор
- Гарри Гриббон — полицейский

## История создания
Фильм стал первым опытом сотрудничества Китона с Metro-Goldwyn-Mayer и имел успех, однако уже через год компания лишила Китона творческого контроля над его фильмами, нанеся тем самым серьёзный и долговременный ущерб его карьере. Китон позднее назвал переход в MGM величайшей ошибкой своей карьеры.
Фильм долгое время считался утерянным. Полная копия была обнаружена в 1968 году в Париже. В 1991 году выявили ещё одну копию, гораздо более высокого качества, но с отсутствием некоторых фрагментов. На их основе была смонтирована полная качественная версия.
В 2005 году «Кинооператор» был включён в Национальный реестр фильмов.